# John Gould
John Gould, född den 14 september 1804 i Lyme Regis, död den 3 februari 1881 i London, var en engelsk zoolog.
Han är huvudsakligen känd för sina vackra illustrationer, som förekommer i hans arbeten, av vilka de flesta är ornitologiska. Efter en resa till Australien 1838 offentliggjorde Gould ett par arbeten som bidrog till kännedomen om Australiens fauna.  Han valdes in som Fellow of the Royal Society 1843.
Auktorsnamnet Gould kan användas för John Gould i samband med ett vetenskapligt namn inom zoologin; se Wikipedia-artiklar som länkar till auktorsnamnet.